# Trübwand
Trübwand är en bergstopp i Italien. Den ligger i Sydtyrolen. Toppen på Trübwand är 3 260 meter över havet.
Den högsta punkten i närheten är Roteck, 3 337 meter över havet, 1,4 km sydväst om Trübwand.
Omgivningarna runt Trübwand består av kala bergstoppar och alpin tundra.